# Heterotropa magnifica
Heterotropa magnifica là một loài thực vật có hoa trong họ Aristolochiaceae. Loài này được (Tsiang) F. Maek. mô tả khoa học đầu tiên năm 1982.